# مياسينو
مياسينو هي بلدية (مدينة) في مقاطعة نوفارا في منطقة بيدمونت الإيطالية، وتقع على بعد حوالي 100 كيلومتر (62 ميل) شمال شرق تورينو وحوالي 40 كيلومتر (25 ميل) شمال غرب نوفارا. بدءًا من 31 ديسمبر 2004 ، بلغ عدد سكانها 950 نسمة ومساحتها 5.3 كيلومتر مربع (2.0 ميل2) . 
تحتوي بلدية مياسينو على فرازيوني (التقسيمات الفرعية، القرى والنجوع بشكل رئيسي) بيسوجنو ، تورتيروجنو وكارسغنا .
تقع مدينة مياسينو على حدود البلديات التالية : أمينو وأرمينو وأورتا سان جوليو وبيتيناسكو .

## إستطلاع
تم تصوير فيلم الإثارة (شوكة في القلب) في قلعة مياسينو (العنوان الأصلي Una spina nel cuore ) (1986) بواسطة ألبرتو لاتوادا.

## روابط خارجية
- www.comune.miasino.novara.it/